# Acueducto Jorge Carstens
El Sistema Acueducto Jorge Federico Carstens, conocido popular y erróneamente como Acueducto Lago Musters es una importante obra de ingeniería que tiene la función de abastecer del servicio de agua potable a las localidades de Sarmiento, Comodoro Rivadavia y Rada Tilly pertenecientes a la Comarca Senguer-San Jorge de la Provincia del Chubut y a la ciudad de Caleta Olivia en la Provincia de Santa Cruz, en la zona oeste de la Cuenca del Golfo San Jorge; zona central de la Patagonia Argentina.
Inaugurado el 4 de diciembre de 1999. Posee una extensión de 224 km. y abastece de agua a 350 mil habitantes. Esta obra permite dotar a Comodoro Rivadavia y zona de influencia de 150 mil m3/día de agua. Sin duda el "Nuevo Acueducto" constituye una de las obras más importantes del país y la región. Se invirtieron U$ 90 millones. Tiene su origen en el Lago Musters, de donde toma el agua que una vez tratada por un proceso de potabilización convencional es bombeada a los diferentes centros de consumo a través de un sistema de dos acueductos de una longitud de aproximadamente 144 kilómetros cada uno y una serie de subacueductos de distribución, incluyendo uno de 67 kilómetros que abastece a la ciudad de Caleta Olivia. Debido a que ambos acueductos fueron construidos separados en el tiempo, al referirse a ellos en el texto se los menciona como Acueducto Antiguo y Acueducto Nuevo.
La obra es una de las modificaciones humanas que, junto con los canales de riego, están disecando la cuenca de los lagos Colhué Huapi y Musters que actualmente una cuenca endorreica, pero que en el pasado desaguaban hacia el océano Atlántico por el río Chico (hoy seco por estar obstruido su nacimiento).
La capacidad máxima combinada de producción y transporte de agua potable de ambos acueductos es en la actualidad de 115.000 metros cúbicos por día, encontrándose en proceso de licitación las obras para ampliar dicha capacidad a 160.000 metros cúbicos diarios. Si bien todo el sistema es propiedad de la Provincia del Chubut, es operado y mantenido desde el año 1982 a través de un contrato de concesión por la Sociedad Cooperativa Popular Limitada de Comodoro Rivadavia (SCPL), una importante cooperativa de servicios que tiene además a su cargo los servicios de distribución de agua potable, Distribución de energía eléctrica y cloacas en la ciudad homónima y distribución de energía eléctrica y planta de Tratamiento de efluentes cloacales en la ciudad de Rada Tilly.
Actualmente, la situación del sistema es grave en todos los acueductos construidos se ven periódicamente dañados por tener baja calidad de material, obsolencia de componentes y mantenimiento adecuado provocaron daños constantes que terminan en grandes cortes de agua para las ciudades. Sin embargo, el grave estado de deterioro se explica debido al inadecuado mantenimiento durante los primeros años de su habilitación, cuando no se hicieron los necesarios trabajos de protección catódica para evitar la corrosión de la cañería. Esto da como resultado que el tramo más crítico se presente entre Cerro Negro y Valle Hermoso, un trayecto de 41 kilómetros que concentra el 90% de las rupturas.

## Historia
La ciudad de Comodoro Rivadavia hacia finales de la década de los años 50 estaba experimentando un notable crecimiento debido al auge y desarrollo de la explotación petrolera (el petróleo había sido descubierto en la ciudad en el año 1907, tratándose del primer hallazgo de este recurso en el país), resultando en consecuencia insuficientes las fuentes de abastecimiento de agua potable existentes en la zona, siendo la más importante Manantiales Behr que era operada por Yacimientos Petrolíferos Fiscales (YPF). Con el tiempo Manantiales Behr, junto a las localidades de Escalante y Manantial Rosales pudieron saciar la sed comodorense con sus abundantes aguas encausadas en diferentes acueductos. Posteriormente, el abastecimiento comenzó a  tornarse insuficiente a mitad de la década de 1950 ante la rápida crecida poblacional comodorense y tuvo que ser suplementado con la construcción del Acueducto Jorge Carstens en los años 1960.
A raíz de ello, y ante la imperiosa necesidad de que la ciudad acompañara su crecimiento con una fuente de provisión que garantizara la cantidad y calidad requeridas para este vital servicio, las autoridades nacionales promulgaron el decreto N.º 11.522 del año 1960 y complementarias por las cuales se autorizó la ejecución de las obras de refuerzo de la provisión de agua a la ciudad de Comodoro Rivadavia. Dicho decreto facultaba a Obras Sanitarias de la Nación a efectuar el llamado a licitación pública para la realización del proyecto y construcción de las obras, que serían financiadas entre el Gobierno Nacional y la Provincia del Chubut.
El proyecto fue adjudicado a las empresas Supercemento SAIC y Vianini SPA, entrando finalmente en servicio en el año 1965 las obras que abastecerían de agua potable a las ciudades de Sarmiento y Comodoro Rivadavia. Desafortunadamente, apenas transcurridos dos años el flamante acueducto tuvo su primera ruptura evidenciando la falta de planificación y corrupción del gobierno nacional radical en la obra pública.
Posteriormente, en la década de los años 70 se construyó el acueducto que abastecería a la ciudad de Rada Tilly. Este consorcio desarrollo y montó su propia fábrica de tubos en las afueras de la ciudad de Comodoro Rivadavia y desde allí transportaba los caños a los distintos frentes de trabajo.
Hacia finales de la década de los 80 se hizo evidente que el crecimiento demográfico de la región y el correspondiente consumo de agua potable se estaba equiparando a la capacidad de producción y transporte del acueducto existente, haciendo peligrar de esta manera nuevamente el normal abastecimiento a la población. Por tal motivo se procedió a elaborar un nuevo proyecto para la construcción de un segundo acueducto que garantizara el suministro; en esta oportunidad se decidió incluir otro acueducto que desde las nuevas instalaciones de reserva de agua en la ciudad de Comodoro Rivadavia abasteciera a la ciudad de Caleta Olivia, que padecía por entonces los mismos problemas de suministro debido al elevado crecimiento poblacional que estaba experimentando.
Las obras del nuevo acueducto, que fueron financiadas por el Gobierno Nacional y las Provincias del Chubut y de Santa Cruz, fueron adjudicadas a una Unión Transitoria de Empresas (UTE) formada por las empresas Dragados y Construcciones S. A. -Dycasa S. A. – Cymi S. A., entrando en servicio las mismas en el año 1999. No obstante, luego de 15 años el nuevo acueducto que corre paralelo al primero empezó a sufrir roturas por falta de protección catódica adecuada y que lo hacen vulnerable frente gran salinidad del suelo de la región. Además, se supo que la calidad de construcción del acueducto de 1999 es inferior al de 1966 por lo que sufre un deterioro más acelerado y notorio que el primer acueducto. 
Pese a esto, un nuevo crecimiento explosivo de la ciudad hizo que este abastecimiento se tornara insuficiente en los meses estivales en que el agua es más consumida para el año 2014 nuevamente se tuvo q recurrir a un servicio intermitente para garantizar el agua para ciudad. Desde el año 2013 se logró financiar desde el poder ejecutivo una repotenciación de los acueductos para transportar más caudal. Sin embargo, la corrupción de la obra pública, desacuerdos políticos y mala planificación de la obra impiden solucionar el problema histórico. Sin embargo, un posterior informe detalló que la poca preparación y calidad de los dos acueductos no podrían soportar el caudal repotenciado de agua por más que la obra se acabe alguna vez. Asimismo, para el nuevo acueducto además de todo el recambio de cañería sería necesario la construcción de un sistema de electrificación, ya que se necesita una segunda línea eléctrica de 132 kilovolts para Sarmiento, algo que se podría resolver inicialmente con dos líneas de 33 Kv y dos nuevas reservas, sumando unos 30.000 metros cúbicos de almacenamiento. De ser concretada la gran inversión requerida se debería empezar a trabajar en los 40 kilómetros del tramo Cerro Negro - Valle Hermoso,  el más crítico y el que más frecuentemente se rompe, para avanzar paulatinamente sobre los demás segmentos.

## Sequía de la cuenca
Debido a la sequía de la zona que afecta al lago Musters y sus afluentes las cañerías del acueductos quedan casi descubiertas por la baja del agua para 2017.
Desde febrero la vieja toma se hallaba a escasos 5 centímetros de quedar sobre el nivel del agua y bajó un centímetro en 13 días, en función de las mediciones que se efectuaron el 17 y 30 de enero.
Para marzo fue que la toma 1 quedó sin capacidad de absorción de agua, absorbiendo aire y dejando de enviar 1.800 metros cúbicos hora. Ante esto a principio de febrero se habilitó la ampliación de la cámara de carga de la toma N°2. Está en proyecto que la toma 3 se emplace a unos 1800 metros del lugar de la toma número 2 con una instancia de 180 metros, para así asegurar una profundidad de 3 metros que garantice que no haya turbiedad en el agua y que el servicio se pueda prestar durante todo el año.En los meses posteriores el problema se solucionó por más lluvias.

## Características principales
- Volumen de hormigón - 50.000 m³
- Longitud 222 km. / 37.100 caños de diam. 0.45 a 1.10 m.
- Presión de agua de diseño: 4 a 20 Kg/cm²
- Estaciones elevadoras
- Planta Potabilizadora
- Obras de reserva, cámaras, desarenador
- Líneas de energía eléctrica
- Tipo de cemento utilizado: Cemento Puzolánico “Comodoro” de Petroquimica Comodoro Rivadavia
- Hormigón de caños 550 Kg/cm² a 28 días
- Empresa adjudicada: DRAGADOS - DYCASA U.T.E.

### Cañerías de conducción

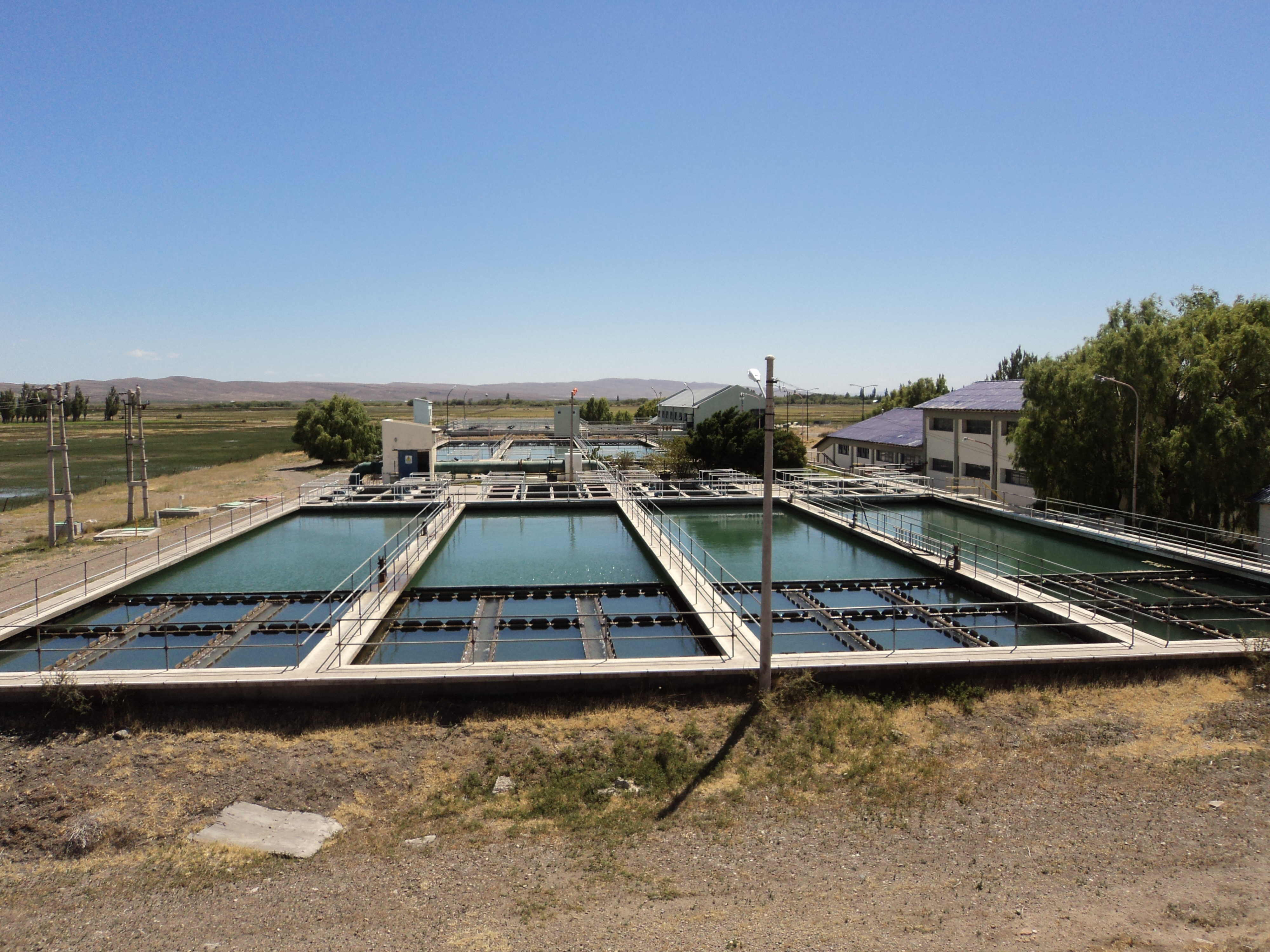
Plantas potabilizadoras Sarmiento

#### Planta Potabilizadora Acueducto antiguo

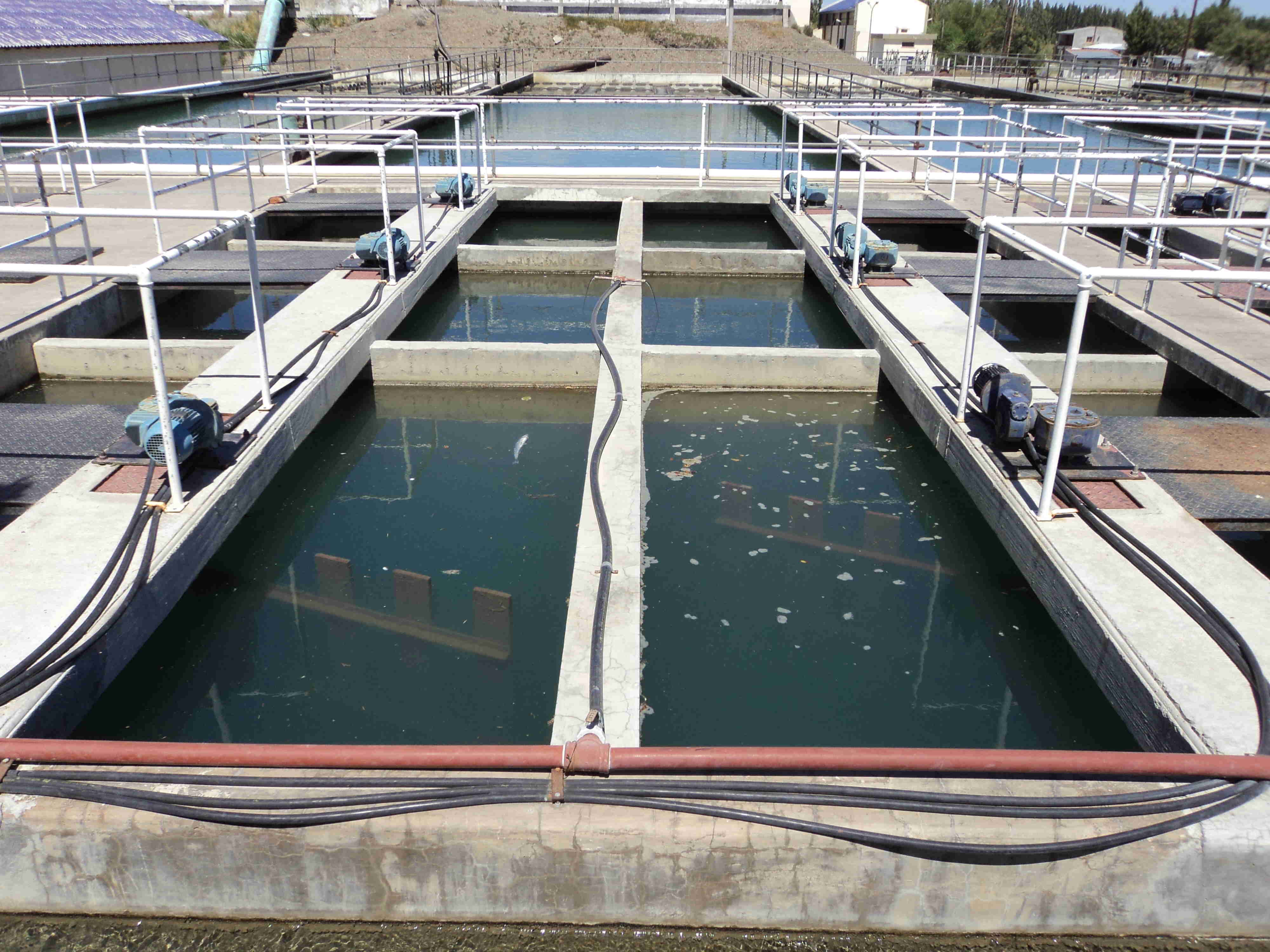
Cámaras de floculación en serie

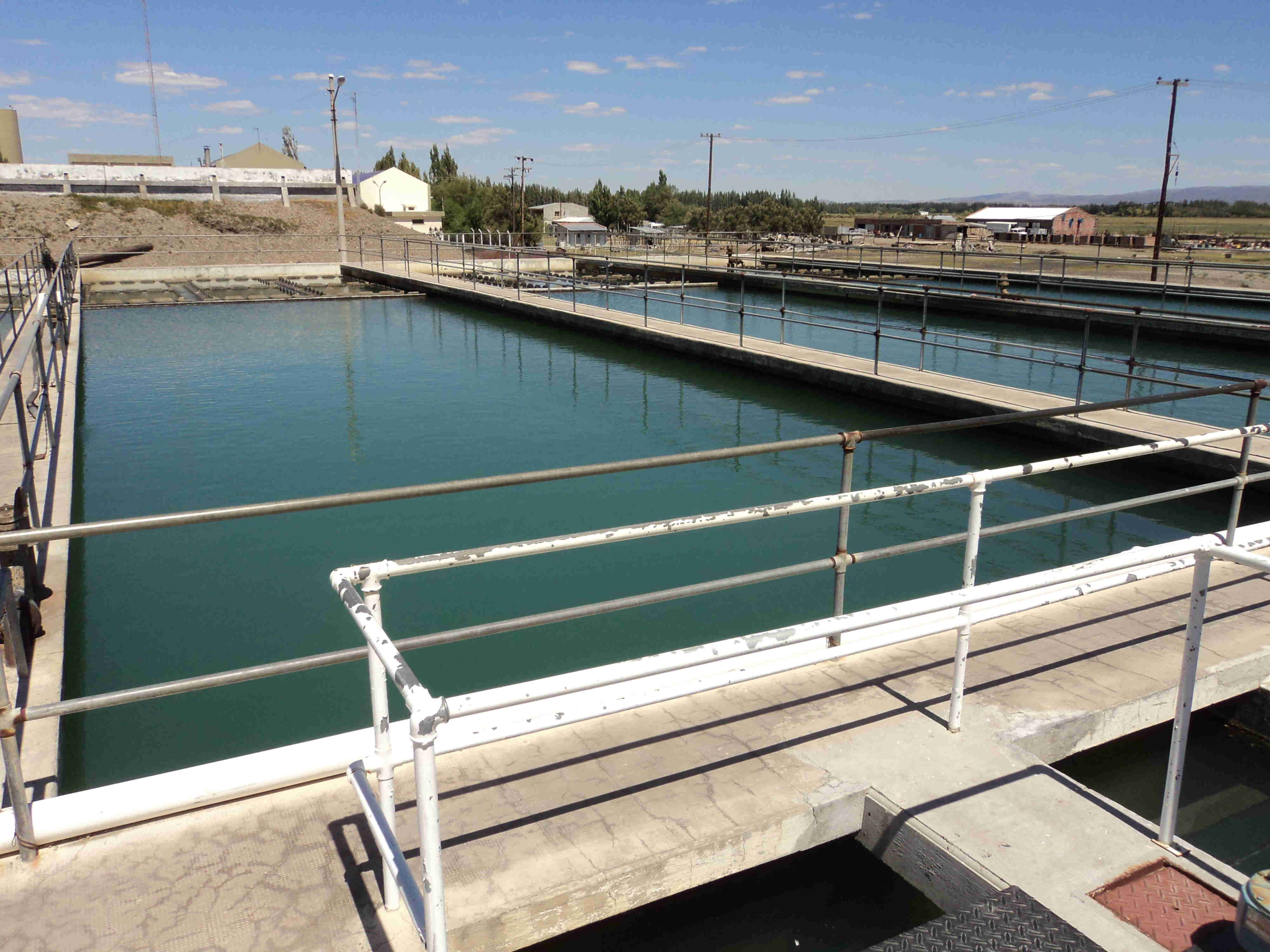
Decantadores de flujo horizontal

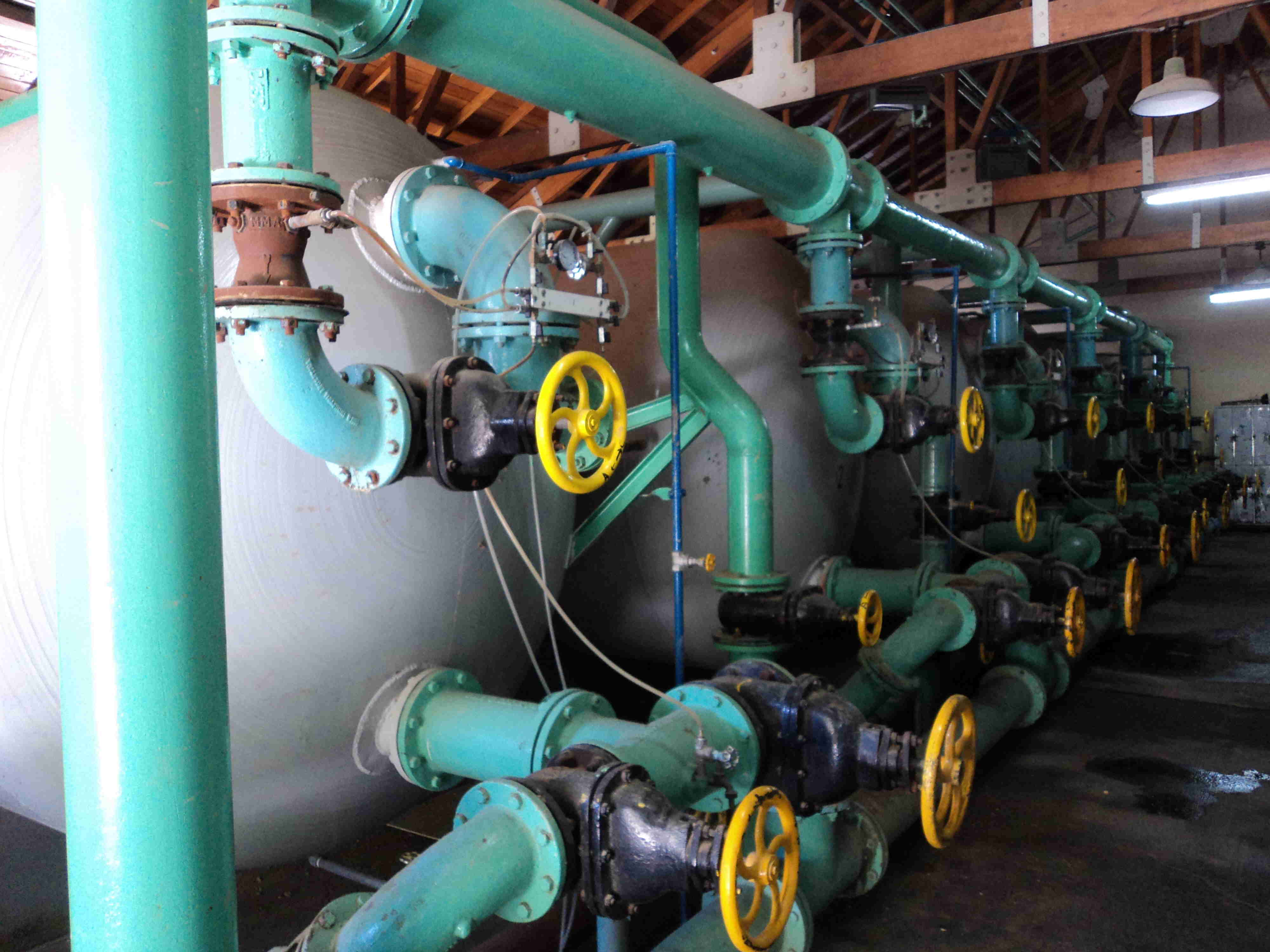
Batería de filtros de presión

#### Planta Potabilizadora Acueducto nuevo

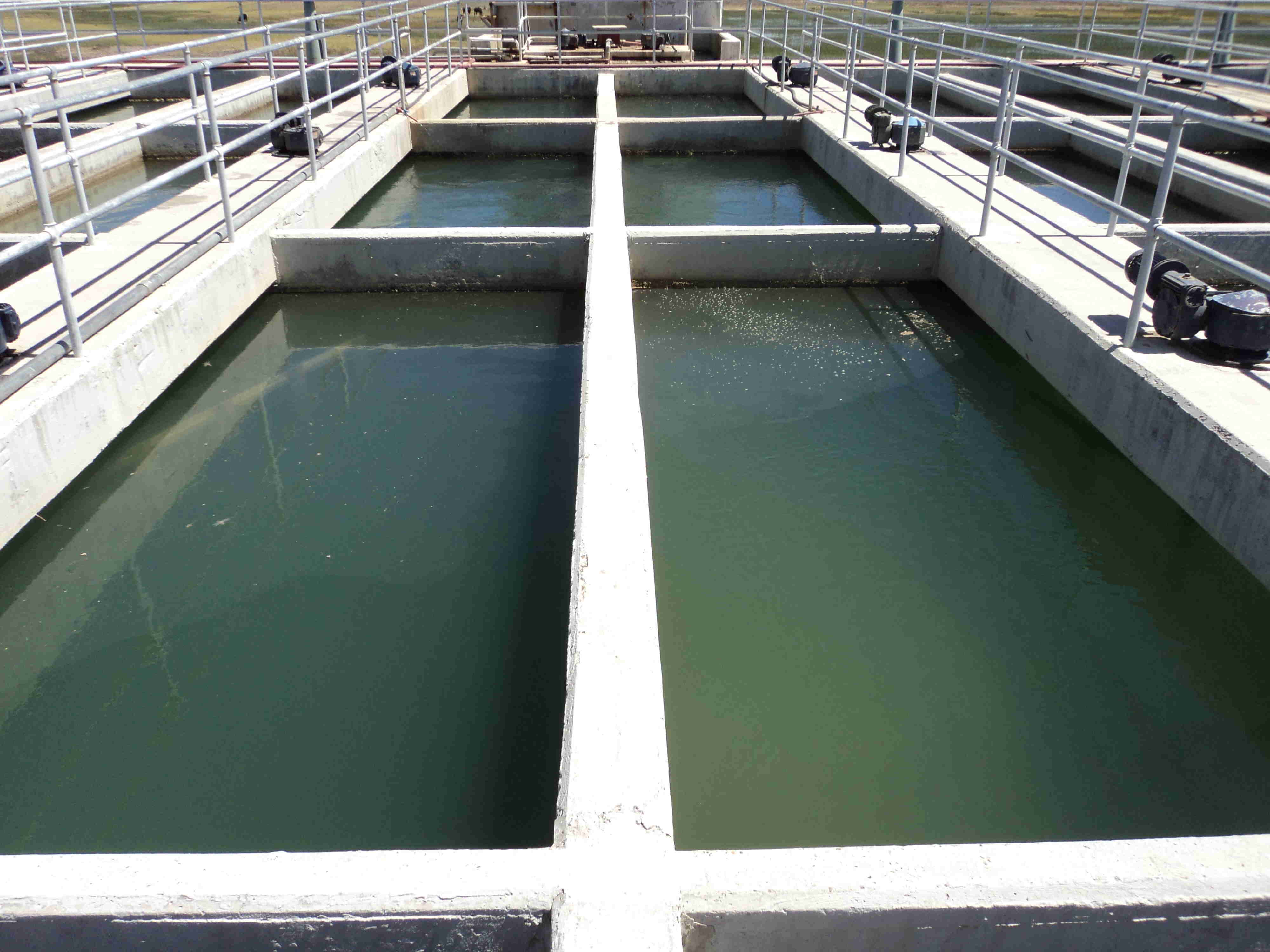
Cámaras de floculación en serie

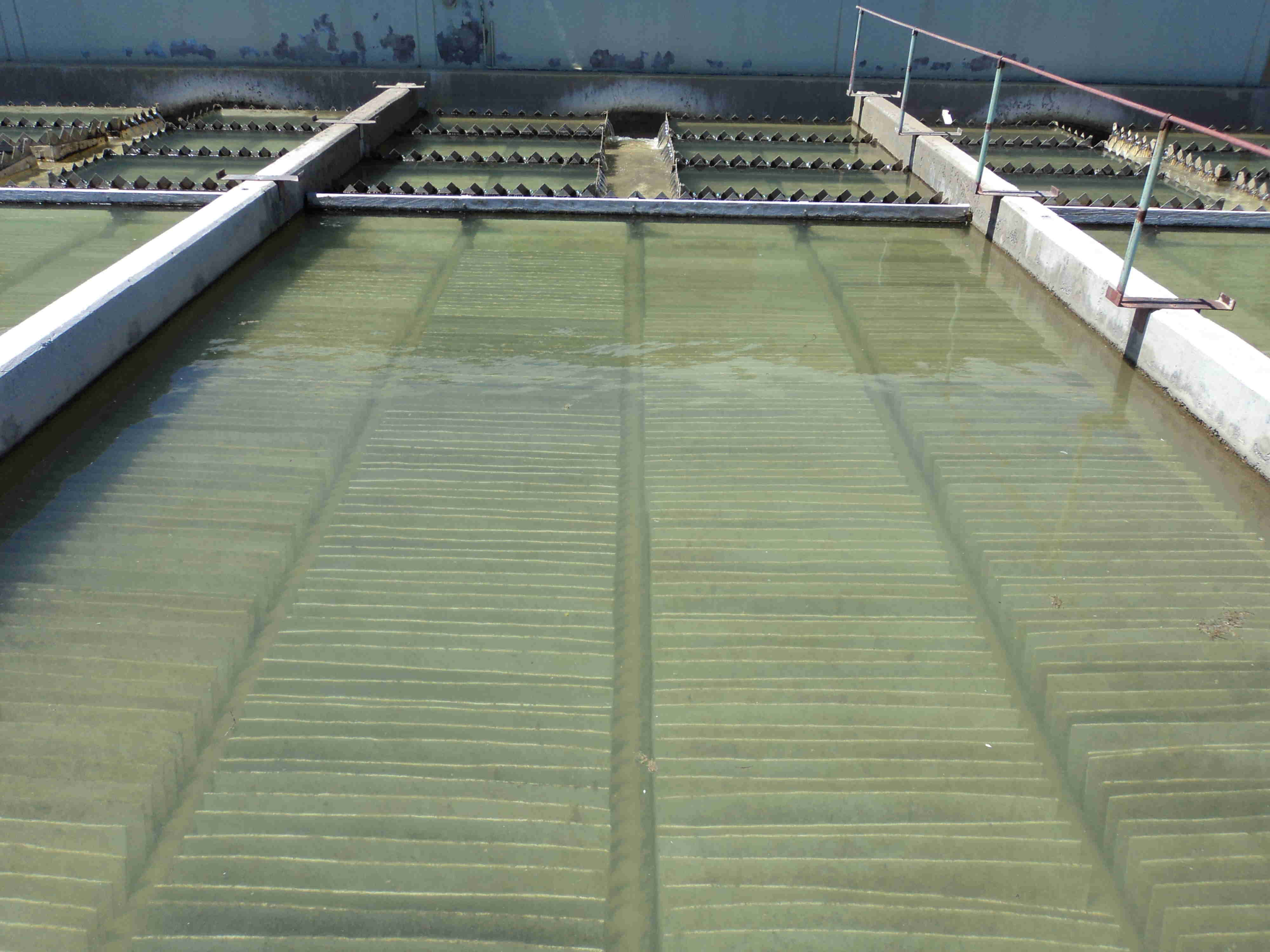
Decantador de flujo inclinado

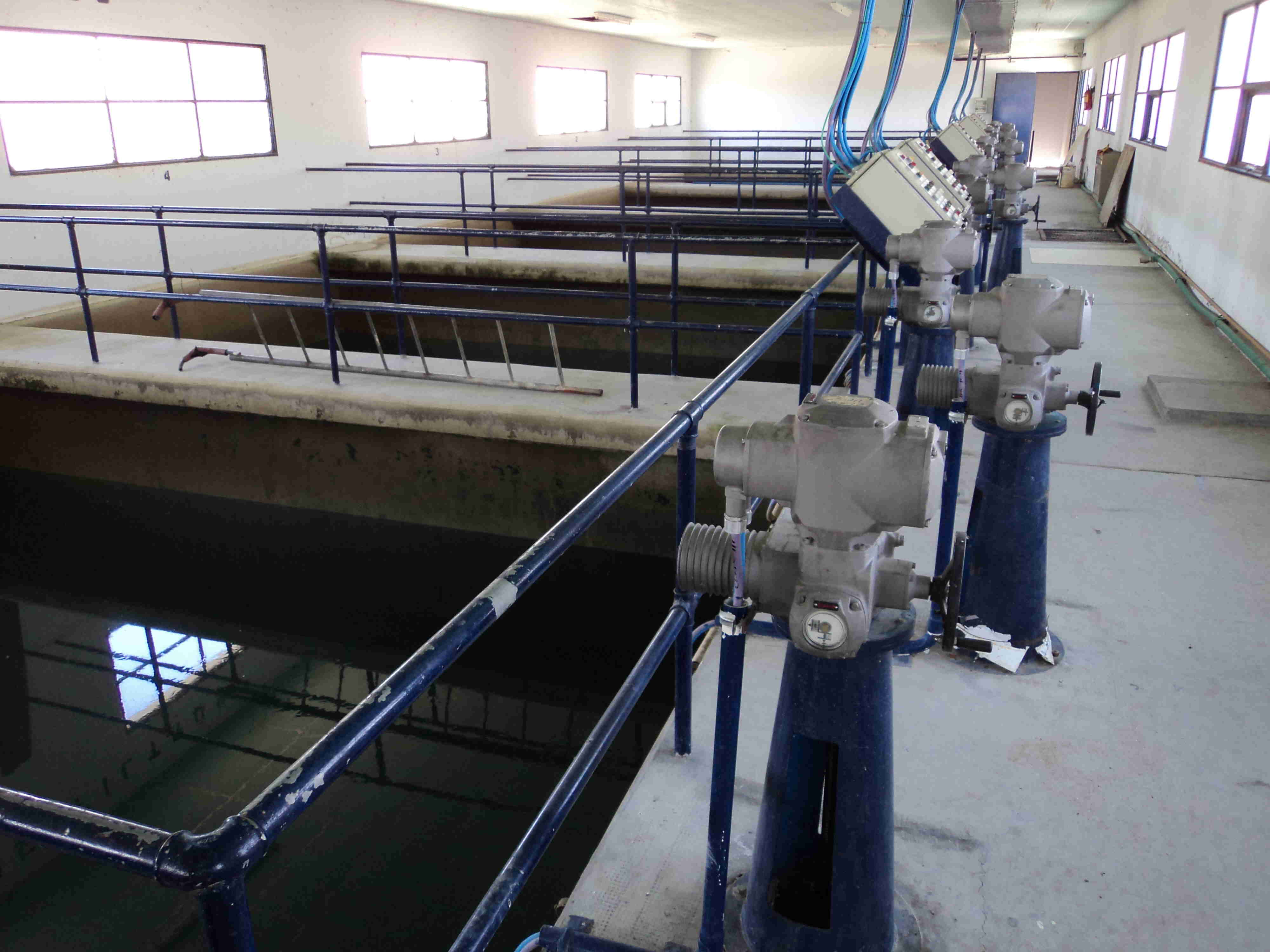
Sala de filtros de tasa declinante

### Estaciones de Bombeo

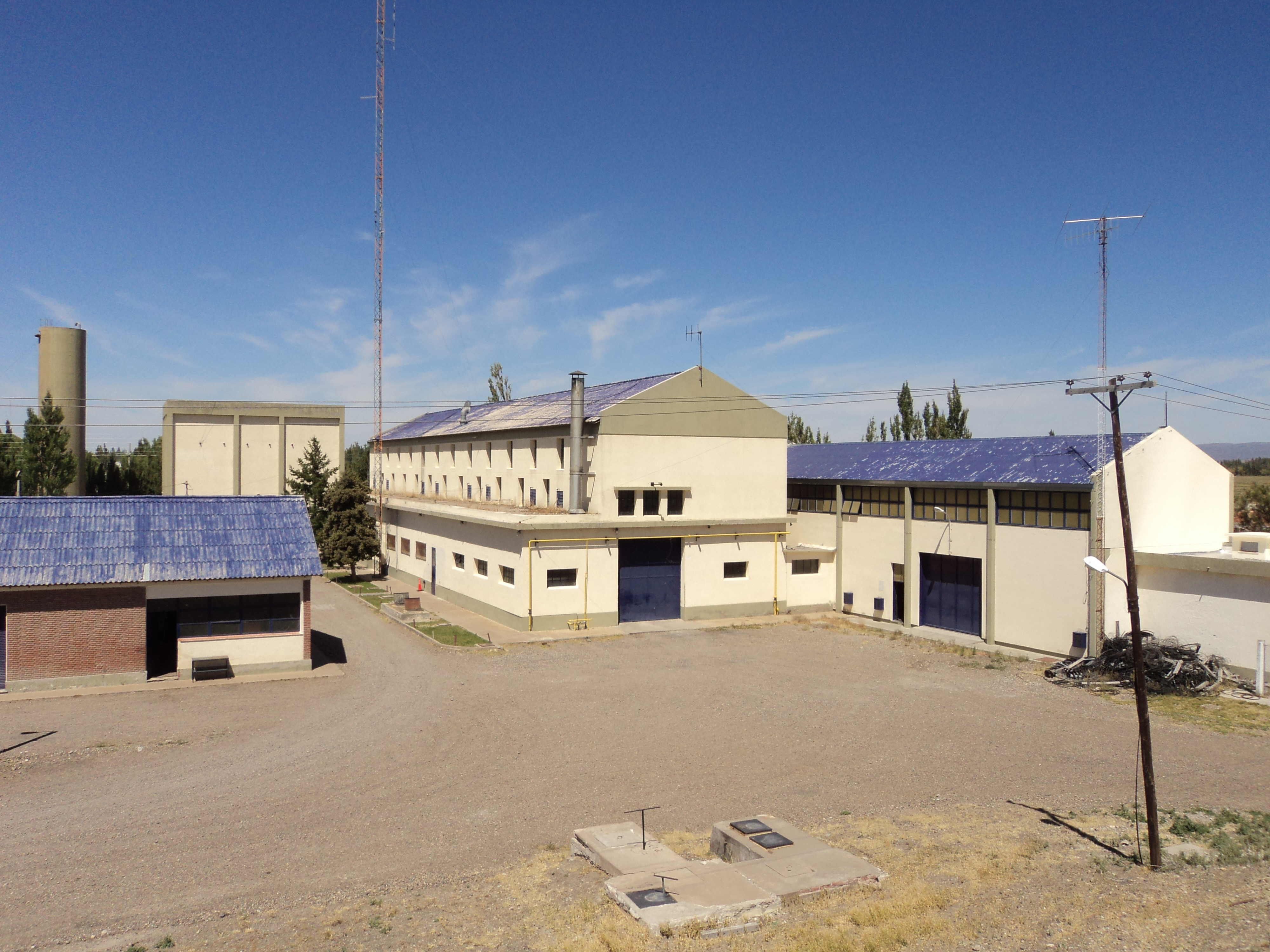
Estación de Bombeo Sarmiento

#### Estación de Bombeo Cerro Negro

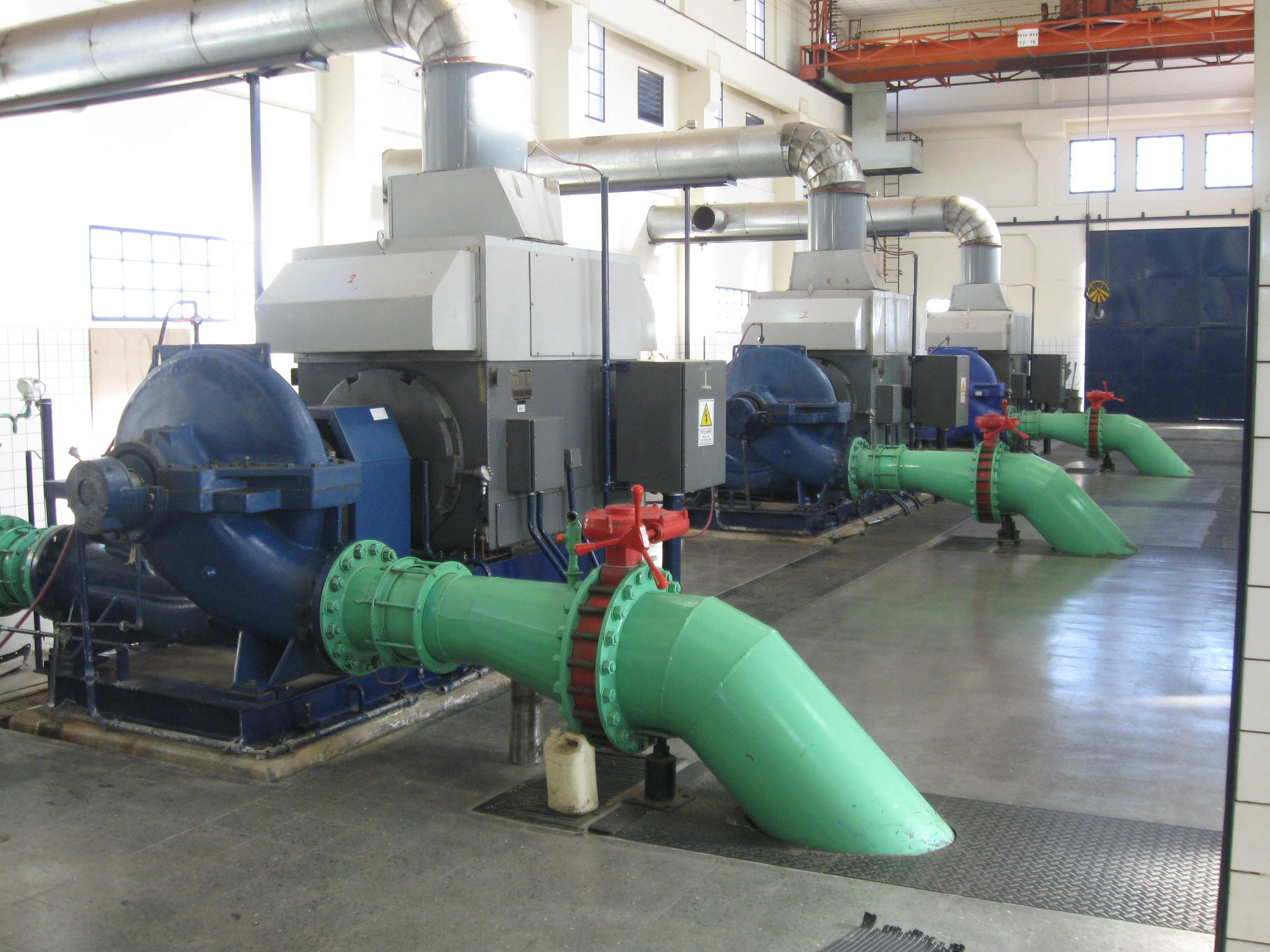
Electrobombas KSB

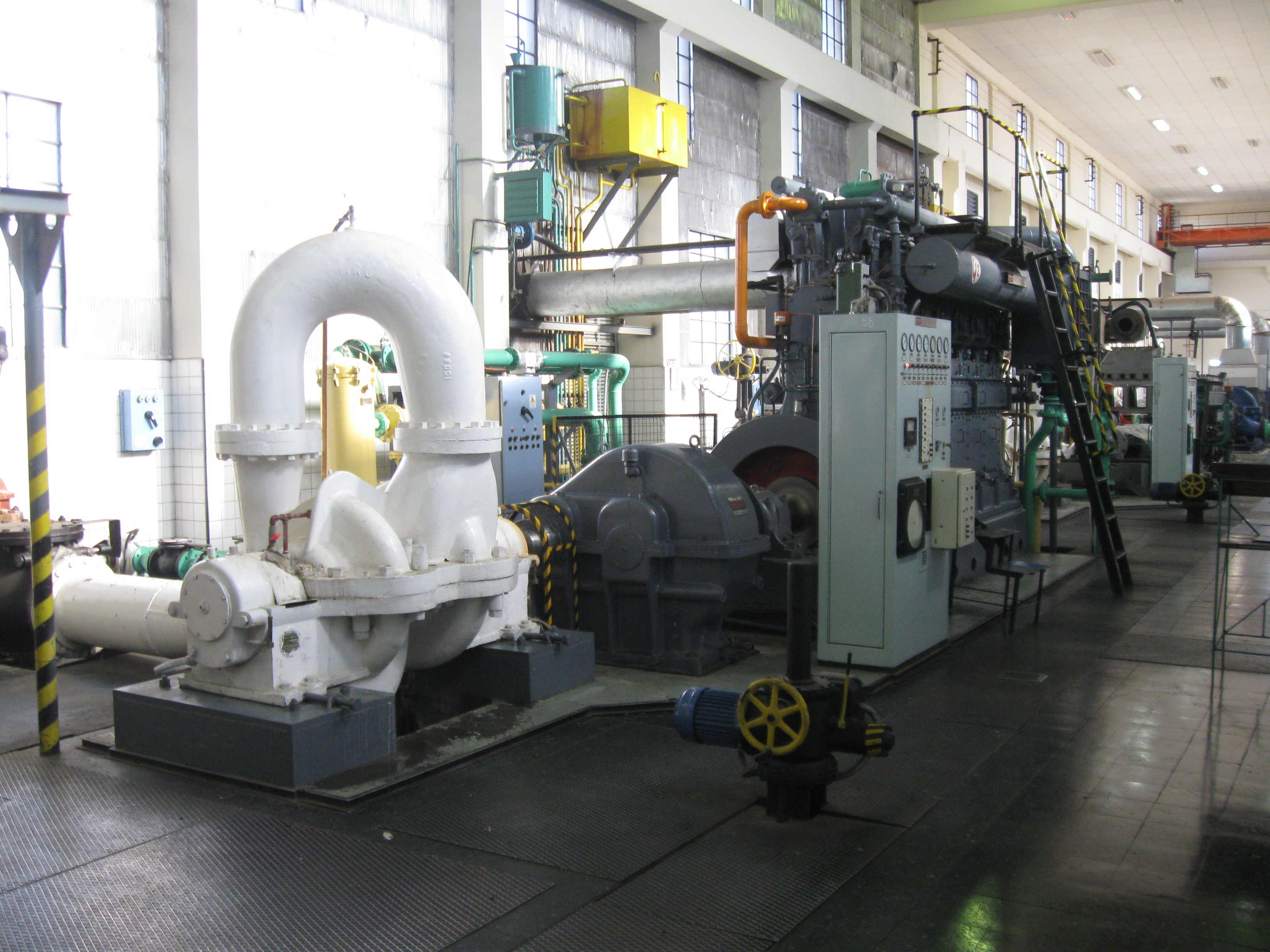
Motobomba Worthington

#### Estación de Bombeo Cerro Dragón

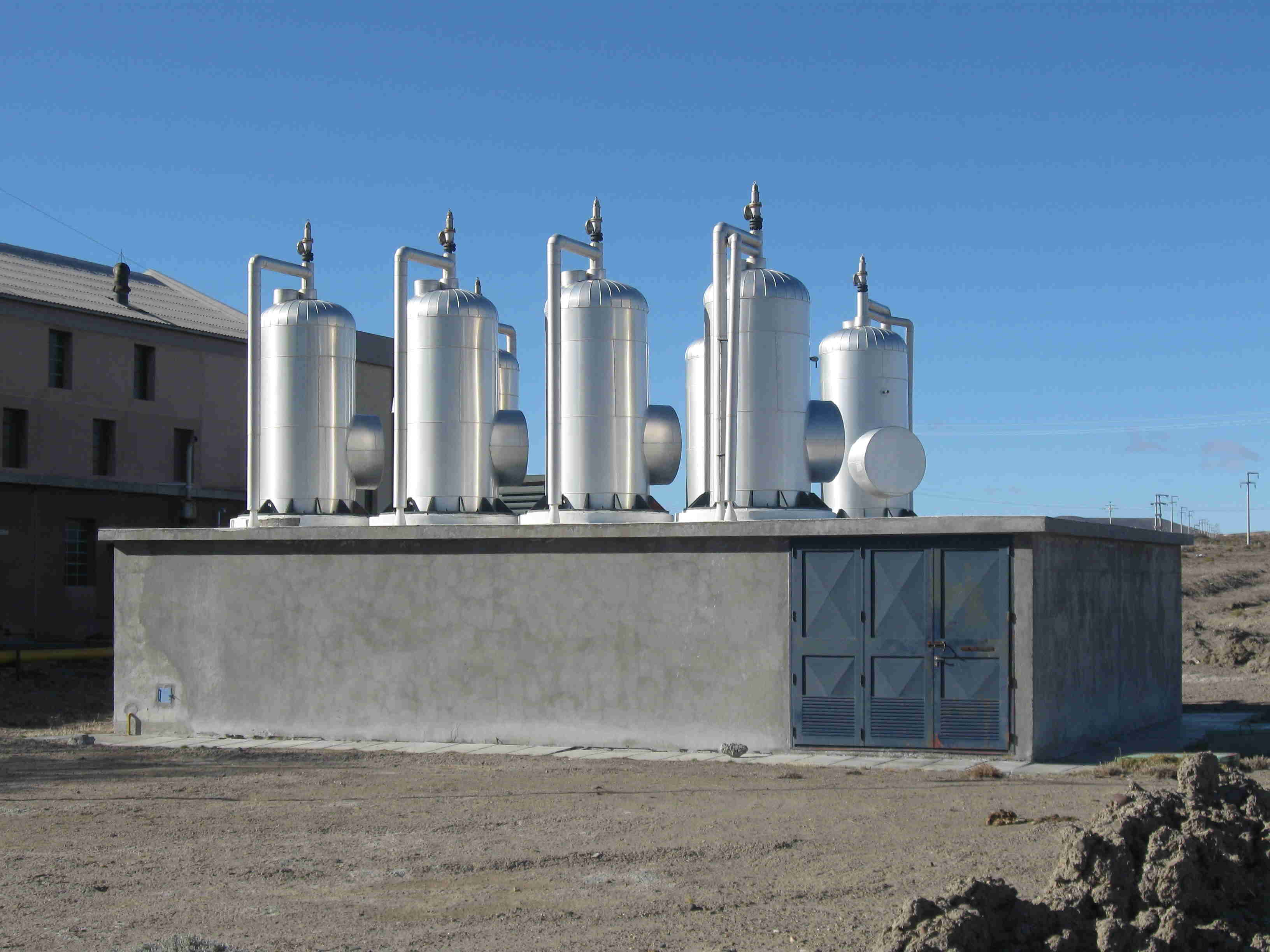
Instalaciones antiariete

### Sistema antiariete

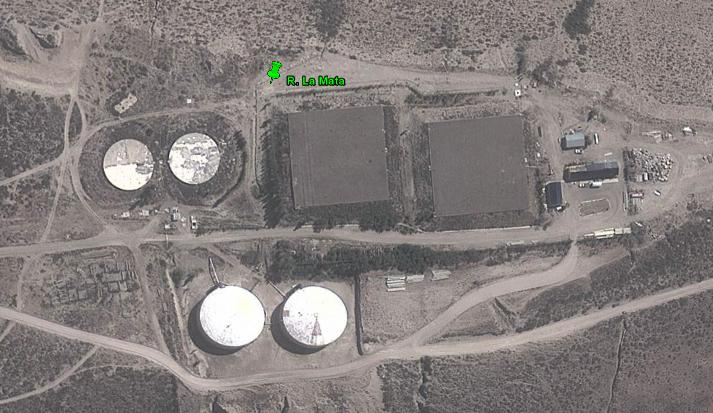
Imagen satelital de las reservas de Puesto La Mata

## Repotenciación

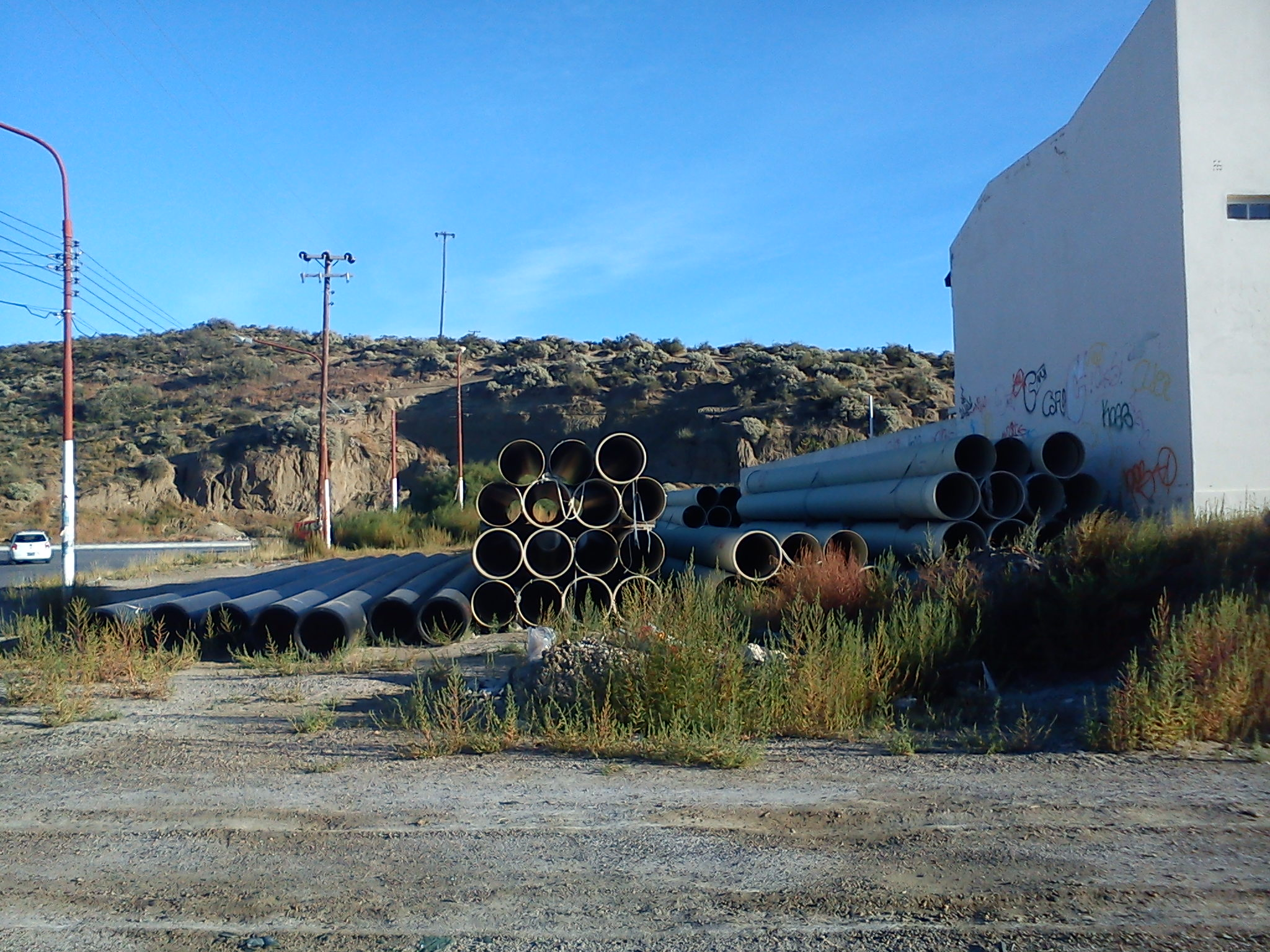
Caños que sirven para el reemplazo de tuberías dañadas

## Aspectos técnicos de las obras

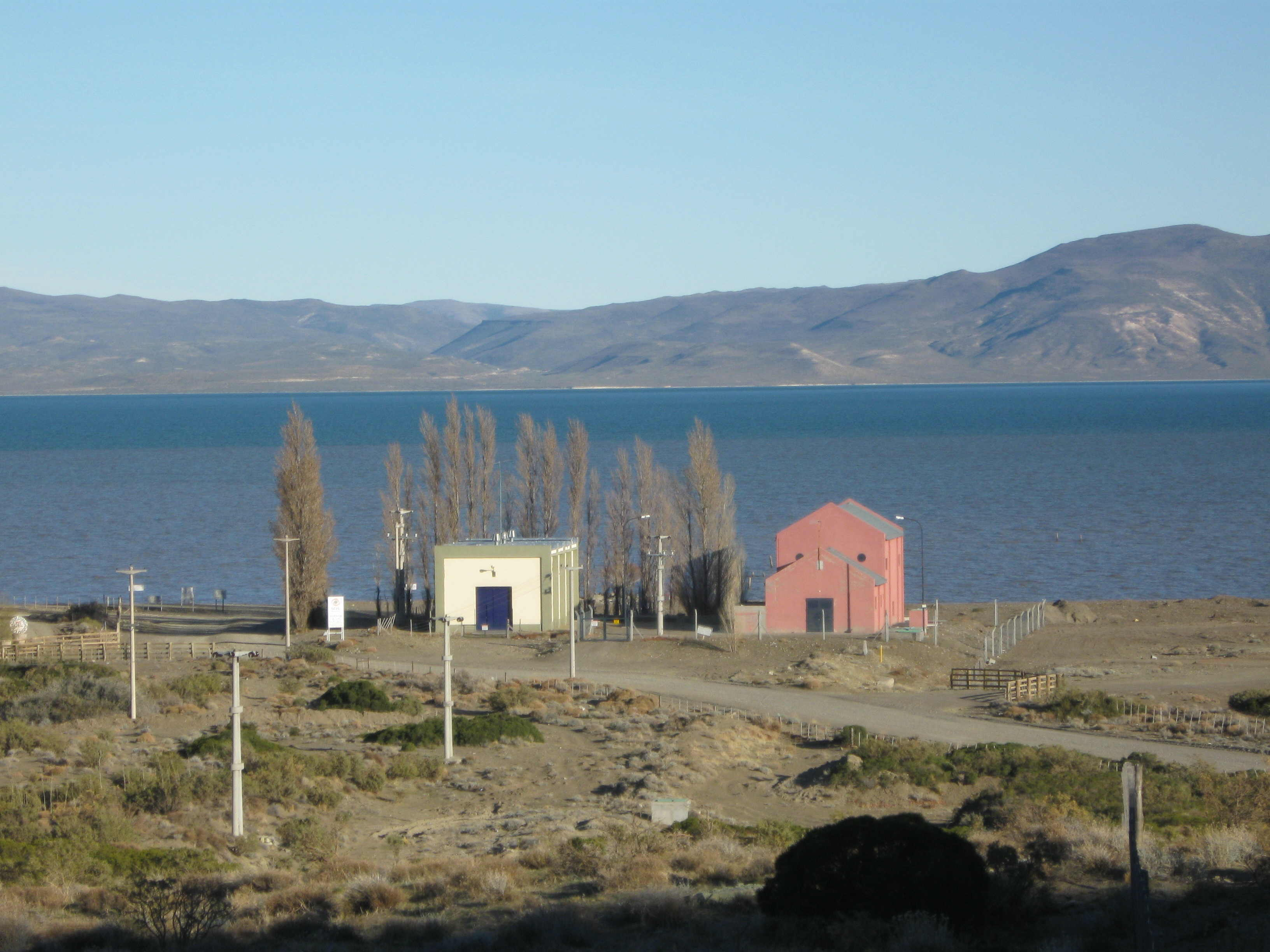
Tomas sobre Lago Musters